# Elezioni politiche in Italia del 1946 per circoscrizione
Le elezioni politiche in Italia del 1946 nelle circoscrizioni dell'Assemblea Costituente videro i seguenti risultati.

## Risultati

### Circoscrizione Torino-Novara-Vercelli
| Liste  | Liste                                           | Voti      | %     | Seggi |
| ------ | ----------------------------------------------- | --------- | ----- | ----- |
|        | Democrazia Cristiana                            | 448 220   | 33,14 | 9     |
|        | Partito Socialista Italiano di Unità Proletaria | 411 073   | 30,40 | 9     |
|        | Partito Comunista Italiano                      | 313 539   | 23,18 | 6     |
|        | Unione Democratica Nazionale                    | 72 254    | 5,34  | 1     |
|        | Fronte dell'Uomo Qualunque                      | 33 221    | 2,46  | –     |
|        | Partito d'Azione                                | 23 775    | 1,76  | –     |
|        | Blocco Nazionale della Libertà                  | 18 714    | 1,38  | –     |
|        | Partito dei Contadini d'Italia                  | 15 392    | 1,14  | –     |
|        | Concentrazione Democratica Repubblicana         | 8 954     | 0,66  | –     |
|        | Partito Repubblicano Italiano                   | 7 225     | 0,53  | –     |
| Totale | Totale                                          | 1 352 367 | 100   | 25    |

### Circoscrizione Cuneo-Alessandria-Asti
| Liste  | Liste                                           | Voti    | %     | Seggi |
| ------ | ----------------------------------------------- | ------- | ----- | ----- |
|        | Democrazia Cristiana                            | 312 682 | 38,74 | 7     |
|        | Partito Socialista Italiano di Unità Proletaria | 192 288 | 23,82 | 4     |
|        | Partito Comunista Italiano                      | 135 162 | 16,74 | 3     |
|        | Partito dei Contadini d'Italia                  | 70 724  | 8,76  | 1     |
|        | Unione Democratica Nazionale                    | 46 077  | 5,71  | 1     |
|        | Partito d'Azione                                | 18 099  | 2,24  | –     |
|        | Fronte dell'Uomo Qualunque                      | 13 533  | 1,68  | –     |
|        | Concentrazione Democratica Repubblicana         | 10 500  | 1,30  | –     |
|        | Partito Repubblicano Italiano                   | 4 863   | 0,60  | –     |
|        | Partito Comunista Internazionalista             | 3 258   | 0,40  | –     |
| Totale | Totale                                          | 807 186 | 100   | 16    |

### Circoscrizione Genova-Imperia-La Spezia-Savona
| Liste  | Liste                                           | Voti    | %     | Seggi |
| ------ | ----------------------------------------------- | ------- | ----- | ----- |
|        | Democrazia Cristiana                            | 301 378 | 32,48 | 6     |
|        | Partito Comunista Italiano                      | 263 972 | 28,45 | 5     |
|        | Partito Socialista Italiano di Unità Proletaria | 239 972 | 25,86 | 5     |
|        | Unione Democratica Nazionale                    | 39 131  | 4,22  | –     |
|        | Partito Repubblicano Italiano                   | 37 206  | 4,01  | –     |
|        | Fronte dell'Uomo Qualunque                      | 25 396  | 2,74  | –     |
|        | Partito d'Azione                                | 7 904   | 0,85  | –     |
|        | Blocco Nazionale della Libertà                  | 7 181   | 0,77  | –     |
|        | Unione Nazionale Sinistrati di Guerra           | 3 047   | 0,33  | –     |
|        | Partito dei Contadini d'Italia                  | 2 621   | 0,28  | –     |
| Totale | Totale                                          | 927 808 | 100   | 16    |

### Circoscrizione Milano-Pavia
| Liste  | Liste                                           | Voti      | %     | Seggi |
| ------ | ----------------------------------------------- | --------- | ----- | ----- |
|        | Democrazia Cristiana                            | 564 641   | 33,24 | 12    |
|        | Partito Socialista Italiano di Unità Proletaria | 540 151   | 31,80 | 12    |
|        | Partito Comunista Italiano                      | 404 147   | 23,79 | 9     |
|        | Fronte dell'Uomo Qualunque                      | 64 005    | 3,77  | 1     |
|        | Unione Democratica Nazionale                    | 44 102    | 2,60  | –     |
|        | Partito Repubblicano Italiano                   | 28 827    | 1,70  | –     |
|        | Blocco Nazionale della Libertà                  | 25 211    | 1,48  | –     |
|        | Concentrazione Democratica Repubblicana         | 21 670    | 1,28  | –     |
|        | Partito Comunista Internazionalista             | 2 995     | 0,18  | –     |
|        | Schieramento Nazionale                          | 2 781     | 0,16  | –     |
| Totale | Totale                                          | 1 698 530 | 100   | 34    |

### Circoscrizione Como-Sondrio-Varese
| Liste  | Liste                                           | Voti    | %     | Seggi |
| ------ | ----------------------------------------------- | ------- | ----- | ----- |
|        | Democrazia Cristiana                            | 305 869 | 45,56 | 6     |
|        | Partito Socialista Italiano di Unità Proletaria | 228 385 | 34,02 | 5     |
|        | Partito Comunista Italiano                      | 84 783  | 12,63 | 1     |
|        | Unione Democratica Nazionale                    | 17 833  | 2,66  | –     |
|        | Blocco Nazionale della Libertà                  | 11 732  | 1,75  | –     |
|        | Partito Repubblicano Italiano                   | 9 569   | 1,43  | –     |
|        | Partito dei Contadini d'Italia                  | 7 103   | 1,06  | –     |
|        | Partito d'Azione                                | 6 039   | 0,90  | –     |
| Totale | Totale                                          | 671 313 | 100   | 12    |

### Circoscrizione Brescia-Bergamo
| Liste  | Liste                                           | Voti    | %     | Seggi |
| ------ | ----------------------------------------------- | ------- | ----- | ----- |
|        | Democrazia Cristiana                            | 366 016 | 49,11 | 9     |
|        | Partito Socialista Italiano di Unità Proletaria | 175 994 | 23,61 | 4     |
|        | Partito Comunista Italiano                      | 104 531 | 14,03 | 2     |
|        | Unione Democratica Nazionale                    | 26 600  | 3,57  | –     |
|        | Fronte dell'Uomo Qualunque                      | 23 960  | 3,21  | –     |
|        | Partito d'Azione                                | 21 560  | 2,89  | –     |
|        | Blocco Nazionale della Libertà                  | 14 871  | 2,00  | –     |
|        | Partito Repubblicano Italiano                   | 11 746  | 1,58  | –     |
| Totale | Totale                                          | 745 278 | 100   | 15    |

### Circoscrizione Mantova-Cremona
| Liste  | Liste                                           | Voti    | %     | Seggi |
| ------ | ----------------------------------------------- | ------- | ----- | ----- |
|        | Partito Socialista Italiano di Unità Proletaria | 142 273 | 31,43 | 3     |
|        | Democrazia Cristiana                            | 138 849 | 30,67 | 3     |
|        | Partito Comunista Italiano                      | 123 003 | 27,17 | 2     |
|        | Unione Democratica Nazionale                    | 20 483  | 4,52  | –     |
|        | Blocco Nazionale della Libertà                  | 12 400  | 2,74  | –     |
|        | Partito d'Azione                                | 9 148   | 2,02  | –     |
|        | Partito Repubblicano Italiano                   | 4 109   | 0,91  | –     |
|        | Partito Comunista Internazionalista             | 2 452   | 0,54  | –     |
| Totale | Totale                                          | 452 717 | 100   | 8     |

### Circoscrizione Trento-Bolzano
| Liste  | Liste                                           | Voti    | %     | Seggi |
| ------ | ----------------------------------------------- | ------- | ----- | ----- |
|        | Democrazia Cristiana                            | 129 613 | 57,36 | 3     |
|        | Partito Socialista Italiano di Unità Proletaria | 62 649  | 27,73 | 1     |
|        | Partito Comunista Italiano                      | 18 350  | 8,12  | –     |
|        | Partito Repubblicano Italiano                   | 11 002  | 4,87  | –     |
|        | Unione Democratica Nazionale                    | 4 338   | 1,92  | –     |
| Totale | Totale                                          | 225 952 | 100   | 4     |

### Circoscrizione Verona-Padova-Vicenza-Rovigo
| Liste  | Liste                                           | Voti      | %     | Seggi |
| ------ | ----------------------------------------------- | --------- | ----- | ----- |
|        | Democrazia Cristiana                            | 602 323   | 51,17 | 15    |
|        | Partito Socialista Italiano di Unità Proletaria | 331 367   | 28,15 | 8     |
|        | Partito Comunista Italiano                      | 155 582   | 13,22 | 4     |
|        | Unione Democratica Nazionale                    | 33 756    | 2,87  | –     |
|        | Fronte dell'Uomo Qualunque                      | 29 606    | 2,52  | –     |
|        | Partito d'Azione                                | 15 168    | 1,29  | –     |
|        | Partito Repubblicano Italiano                   | 9 186     | 0,78  | –     |
| Totale | Totale                                          | 1 176 988 | 100   | 27    |

### Circoscrizione Venezia-Treviso
| Liste  | Liste                                           | Voti    | %     | Seggi |
| ------ | ----------------------------------------------- | ------- | ----- | ----- |
|        | Democrazia Cristiana                            | 304 621 | 46,53 | 7     |
|        | Partito Socialista Italiano di Unità Proletaria | 155 739 | 23,79 | 4     |
|        | Partito Comunista Italiano                      | 99 348  | 15,18 | 2     |
|        | Partito Repubblicano Italiano                   | 23 528  | 3,59  | –     |
|        | Partito d'Azione                                | 20 995  | 3,21  | –     |
|        | Blocco Nazionale della Libertà                  | 19 257  | 2,94  | –     |
|        | Unione Democratica Nazionale                    | 14 722  | 2,25  | –     |
|        | Partito Cristiano Sociale                       | 12 407  | 1,90  | –     |
|        | Partito Liberale Italiano                       | 4 052   | 0,62  | –     |
| Totale | Totale                                          | 654 669 | 100   | 13    |

### Circoscrizione Udine-Belluno-Gorizia-Pordenone
| Liste  | Liste                                           | Voti    | %     | Seggi |
| ------ | ----------------------------------------------- | ------- | ----- | ----- |
|        | Democrazia Cristiana                            | 263 371 | 47,71 | 6     |
|        | Partito Socialista Italiano di Unità Proletaria | 171 111 | 31,00 | 4     |
|        | Partito Comunista Italiano                      | 69 117  | 12,52 | 1     |
|        | Partito d'Azione                                | 16 292  | 2,95  | –     |
|        | Fronte dell'Uomo Qualunque                      | 14 926  | 2,70  | –     |
|        | Unione Democratica Nazionale                    | 10 152  | 1,84  | –     |
|        | Partito Repubblicano Italiano                   | 7 089   | 1,28  | –     |
| Totale | Totale                                          | 552 058 | 100   | 11    |

### Circoscrizione Bologna-Ferrara-Ravenna-Forlì
| Liste  | Liste                                           | Voti      | %     | Seggi |
| ------ | ----------------------------------------------- | --------- | ----- | ----- |
|        | Partito Comunista Italiano                      | 420 573   | 38,19 | 9     |
|        | Partito Socialista Italiano di Unità Proletaria | 300 750   | 27,31 | 7     |
|        | Democrazia Cristiana                            | 202 022   | 18,34 | 4     |
|        | Partito Repubblicano Italiano                   | 106 213   | 9,64  | 2     |
|        | Fronte dell'Uomo Qualunque                      | 34 911    | 3,17  | –     |
|        | Unione Democratica Nazionale                    | 20 936    | 1,90  | –     |
|        | Partito d'Azione                                | 15 892    | 1,44  | –     |
| Totale | Totale                                          | 1 101 297 | 100   | 22    |

### Circoscrizione Parma-Modena-Piacenza-Reggio nell'Emilia
| Liste  | Liste                                           | Voti    | %     | Seggi |
| ------ | ----------------------------------------------- | ------- | ----- | ----- |
|        | Partito Comunista Italiano                      | 334 170 | 36,81 | 7     |
|        | Democrazia Cristiana                            | 266 587 | 29,37 | 6     |
|        | Partito Socialista Italiano di Unità Proletaria | 262 766 | 28,94 | 6     |
|        | Fronte dell'Uomo Qualunque                      | 15 485  | 1,71  | –     |
|        | Unione Democratica Nazionale                    | 13 253  | 1,46  | –     |
|        | Partito Repubblicano Italiano                   | 9 334   | 1,03  | –     |
|        | Concentrazione Democratica Repubblicana         | 6 240   | 0,69  | –     |
| Totale | Totale                                          | 907 835 | 100   | 19    |

### Circoscrizione Firenze-Pistoia
| Liste  | Liste                                           | Voti    | %     | Seggi |
| ------ | ----------------------------------------------- | ------- | ----- | ----- |
|        | Partito Comunista Italiano                      | 247 798 | 35,72 | 5     |
|        | Democrazia Cristiana                            | 194 018 | 27,97 | 4     |
|        | Partito Socialista Italiano di Unità Proletaria | 159 753 | 23,03 | 3     |
|        | Fronte dell'Uomo Qualunque                      | 36 484  | 5,26  | –     |
|        | Unione Democratica Nazionale                    | 18 558  | 2,68  | –     |
|        | Partito Repubblicano Italiano                   | 12 738  | 1,84  | –     |
|        | Blocco Nazionale della Libertà                  | 10 346  | 1,49  | –     |
|        | Partito d'Azione                                | 9 633   | 1,39  | –     |
|        | Partito Cristiano Sociale                       | 4 364   | 0,63  | –     |
| Totale | Totale                                          | 693 692 | 100   | 12    |

### Circoscrizione Pisa-Livorno-Lucca-Massa Carrara
| Liste  | Liste                                           | Voti    | %     | Seggi |
| ------ | ----------------------------------------------- | ------- | ----- | ----- |
|        | Democrazia Cristiana                            | 213 046 | 32,55 | 5     |
|        | Partito Comunista Italiano                      | 185 242 | 28,30 | 4     |
|        | Partito Socialista Italiano di Unità Proletaria | 132 095 | 20,18 | 3     |
|        | Partito Repubblicano Italiano                   | 58 663  | 8,96  | 1     |
|        | Fronte dell'Uomo Qualunque                      | 20 328  | 3,11  | –     |
|        | Unione Democratica Nazionale                    | 13 280  | 2,03  | –     |
|        | Partito d'Azione                                | 12 063  | 1,84  | –     |
|        | Partito Cristiano Sociale                       | 7 053   | 1,08  | –     |
|        | Concentrazione Democratica Repubblicana         | 6 362   | 0,97  | –     |
|        | Blocco Nazionale della Libertà                  | 6 340   | 0,97  | –     |
| Totale | Totale                                          | 654 472 | 100   | 13    |

### Circoscrizione Siena-Arezzo-Grosseto
| Liste  | Liste                                           | Voti    | %     | Seggi |
| ------ | ----------------------------------------------- | ------- | ----- | ----- |
|        | Partito Comunista Italiano                      | 174 879 | 38,04 | 4     |
|        | Democrazia Cristiana                            | 103 637 | 22,54 | 2     |
|        | Partito Socialista Italiano di Unità Proletaria | 103 420 | 22,50 | 2     |
|        | Partito Repubblicano Italiano                   | 30 680  | 6,67  | –     |
|        | Fronte dell'Uomo Qualunque                      | 19 427  | 4,23  | –     |
|        | Unione Democratica Nazionale                    | 9 351   | 2,03  | –     |
|        | Partito Cristiano Sociale                       | 7 564   | 1,65  | –     |
|        | Partito d'Azione                                | 6 674   | 1,45  | –     |
|        | Blocco Nazionale della Libertà                  | 4 083   | 0,89  | –     |
| Totale | Totale                                          | 459 715 | 100   | 8     |

### Circoscrizione Ancona-Pesaro-Macerata-Ascoli Piceno
| Liste  | Liste                                            | Voti    | %     | Seggi |
| ------ | ------------------------------------------------ | ------- | ----- | ----- |
|        | Democrazia Cristiana                             | 213 798 | 30,55 | 5     |
|        | Partito Comunista Italiano                       | 152 674 | 21,82 | 3     |
|        | Partito Socialista Italiano di Unità Proletaria  | 131 651 | 18,81 | 3     |
|        | Partito Repubblicano Italiano                    | 114 867 | 16,42 | 2     |
|        | Fronte dell'Uomo Qualunque                       | 36 898  | 5,27  | –     |
|        | Unione Democratica Nazionale                     | 21 193  | 3,03  | –     |
|        | Partito d'Azione                                 | 18 774  | 2,68  | –     |
|        | Unione Democratica Indipendente Lavoro e Libertà | 9 890   | 1,41  | –     |
| Totale | Totale                                           | 699 745 | 100   | 13    |

### Circoscrizione Perugia-Terni-Rieti
| Liste  | Liste                                           | Voti    | %     | Seggi |
| ------ | ----------------------------------------------- | ------- | ----- | ----- |
|        | Democrazia Cristiana                            | 139 835 | 28,46 | 3     |
|        | Partito Comunista Italiano                      | 125 352 | 25,51 | 3     |
|        | Partito Socialista Italiano di Unità Proletaria | 103 266 | 21,02 | 2     |
|        | Partito Repubblicano Italiano                   | 53 807  | 10,95 | 1     |
|        | Fronte dell'Uomo Qualunque                      | 23 988  | 4,88  | –     |
|        | Unione Democratica Nazionale                    | 12 556  | 2,56  | –     |
|        | Partito Cristiano Sociale                       | 11 081  | 2,26  | –     |
|        | Blocco Nazionale della Libertà                  | 8 545   | 1,74  | –     |
|        | Partito d'Azione                                | 8 371   | 1,70  | –     |
|        | Movimento Nazionale per la Ricostruzione        | 4 509   | 0,92  | –     |
| Totale | Totale                                          | 491 310 | 100   | 9     |

### Circoscrizione Roma-Viterbo-Latina-Frosinone
| Liste  | Liste                                                            | Voti      | %     | Seggi |
| ------ | ---------------------------------------------------------------- | --------- | ----- | ----- |
|        | Democrazia Cristiana                                             | 451 841   | 32,41 | 11    |
|        | Partito Repubblicano Italiano                                    | 211 514   | 15,17 | 5     |
|        | Partito Comunista Italiano                                       | 197 359   | 14,16 | 4     |
|        | Partito Socialista Italiano di Unità Proletaria                  | 148 868   | 10,68 | 3     |
|        | Unione Democratica Nazionale                                     | 98 870    | 7,09  | 2     |
|        | Fronte dell'Uomo Qualunque                                       | 97 685    | 7,01  | 2     |
|        | Blocco Nazionale della Libertà                                   | 88 094    | 6,32  | 2     |
|        | Alleanza Monarchica Italiana                                     | 30 505    | 2,19  | –     |
|        | Partito d'Azione                                                 | 16 537    | 1,19  | –     |
|        | Concentrazione Democratica Repubblicana                          | 6 923     | 0,50  | –     |
|        | Concentrazione Nazionale Combattenti e Reduci                    | 5 411     | 0,39  | –     |
|        | Centro Politico Italiano                                         | 5 063     | 0,36  | –     |
|        | Movimento Unionista Italiano                                     | 4 618     | 0,33  | –     |
|        | Movimento Nazionale per la Ricostruzione                         | 4 605     | 0,33  | –     |
|        | Partito Cristiano Sociale                                        | 4 099     | 0,29  | –     |
|        | Partito Repubblicano Socialista                                  | 3 611     | 0,26  | –     |
|        | Partito dei Contadini d'Italia                                   | 3 288     | 0,24  | –     |
|        | Partito del Reduce Italiano                                      | 3 009     | 0,22  | –     |
|        | Unione Democratica Indipendente Lavoro e Libertà                 | 2 242     | 0,16  | –     |
|        | Partito Socialista Riformista                                    | 2 234     | 0,16  | –     |
|        | Lega Pacifista Italiana                                          | 2 069     | 0,15  | –     |
|        | Gruppo Politico Italiani di Sicilia, d'Africa e del Mediterraneo | 1 995     | 0,14  | –     |
|        | La Giovine Italia                                                | 985       | 0,07  | –     |
|        | Partito Progressista Italiano                                    | 780       | 0,06  | –     |
|        | Confederazione Generale Femminile Italiana del Lavoro            | 662       | 0,05  | –     |
|        | Unione Nazionale Sinistrati di Guerra                            | 612       | 0,04  | –     |
|        | Partito Unione Nazionale                                         | 573       | 0,04  | –     |
| Totale | Totale                                                           | 1 394 052 | 100   | 29    |

### Circoscrizione L'Aquila-Pescara-Chieti-Teramo
| Liste  | Liste                                            | Voti    | %     | Seggi |
| ------ | ------------------------------------------------ | ------- | ----- | ----- |
|        | Democrazia Cristiana                             | 252 672 | 43,28 | 7     |
|        | Partito Socialista Italiano di Unità Proletaria  | 77 637  | 13,30 | 2     |
|        | Partito Comunista Italiano                       | 67 003  | 11,48 | 1     |
|        | Partito Repubblicano Italiano                    | 48 378  | 8,29  | 1     |
|        | Unione Democratica Nazionale                     | 34 436  | 5,90  | 1     |
|        | Fronte dell'Uomo Qualunque                       | 26 869  | 4,60  | –     |
|        | Unione Democratica Indipendente Lavoro e Libertà | 24 266  | 4,16  | –     |
|        | Partito d'Azione                                 | 19 549  | 3,35  | –     |
|        | Movimento Nazionale per la Ricostruzione         | 12 909  | 2,21  | –     |
|        | Movimento Unionista Italiano                     | 11 633  | 1,99  | –     |
|        | Partito del Reduce Italiano                      | 5 203   | 0,89  | –     |
|        | Partito dei Contadini d'Italia                   | 3 265   | 0,56  | –     |
| Totale | Totale                                           | 583 820 | 100   | 12    |

### Circoscrizione Benevento-Campobasso
| Liste  | Liste                                           | Voti    | %     | Seggi |
| ------ | ----------------------------------------------- | ------- | ----- | ----- |
|        | Democrazia Cristiana                            | 135 408 | 41,15 | 4     |
|        | Unione Democratica Nazionale                    | 86 902  | 26,41 | 2     |
|        | Fronte dell'Uomo Qualunque                      | 37 395  | 11,36 | 1     |
|        | Partito Socialista Italiano di Unità Proletaria | 24 563  | 7,46  | –     |
|        | Partito Comunista Italiano                      | 14 619  | 4,44  | –     |
|        | Partito Repubblicano Italiano                   | 12 155  | 3,69  | –     |
|        | Blocco Nazionale della Libertà                  | 10 225  | 3,11  | –     |
|        | Partito d'Azione                                | 7 082   | 2,15  | –     |
|        | Unione Nazionale Sinistrati di Guerra           | 710     | 0,22  | –     |
| Totale | Totale                                          | 329 059 | 100   | 7     |

### Circoscrizione Napoli-Caserta
| Liste  | Liste | Voti      | %     | Seggi |
| ------ | --- | --------- | ----- | ----- |
|        | Democrazia Cristiana                                                                                          | 363 030   | 35,30 | 11    |
|        | Unione Democratica Nazionale                                                                                  | 210 460   | 20,46 | 6     |
|        | Fronte dell'Uomo Qualunque                                                                                    | 129 791   | 12,62 | 4     |
|        | Partito Comunista Italiano                                                                                    | 86 192    | 8,38  | 2     |
|        | Partito Socialista Italiano di Unità Proletaria                                                               | 67 124    | 6,53  | 2     |
|        | Blocco Nazionale della Libertà                                                                                | 64 290    | 6,25  | 2     |
|        | Partito Repubblicano Italiano                                                                                 | 20 549    | 2,00  | –     |
|        | Partito d'Azione                                                                                              | 17 604    | 1,71  | –     |
|        | Indipendenti                                                                                                  | 11 531    | 1,12  | –     |
|        | Partito Patriottico Monarchico Rinnovatore                                                                    | 11 098    | 1,08  | –     |
|        | Concentrazione Democratica Repubblicana                                                                       | 6 393     | 0,62  | –     |
|        | Unione per la Rinascita del Mezzogiorno                                                                       | 5 373     | 0,52  | –     |
|        | Unione Nazionale Sinistrati di Guerra                                                                         | 4 647     | 0,45  | –     |
|        | Centro Italiano                                                                                               | 4 516     | 0,44  | –     |
|        | Movimento Lavoratori Indipendenti                                                                             | 4 433     | 0,43  | –     |
|        | Unione Democratica Indipendente Lavoro e Libertà e Indipendenti per la Difesa degli Interessi del Mezzogiorno | 4 207     | 0,41  | –     |
|        | Movimento Nazionale per la Ricostruzione                                                                      | 3 633     | 0,35  | –     |
|        | Partito del Reduce Italiano                                                                                   | 3 278     | 0,32  | –     |
|        | Concentrazione Nazionale Combattenti e Reduci                                                                 | 3 027     | 0,29  | –     |
|        | Movimento Indipendentista Siciliano                                                                           | 2 940     | 0,29  | –     |
|        | Movimento Garibaldino Antifascista Partigiani d'Italia                                                        | 1 922     | 0,19  | –     |
|        | Partito Unione Nazionale                                                                                      | 1 719     | 0,17  | –     |
|        | Partito Repubblicano Autonomista                                                                              | 683       | 0,07  | –     |
| Totale | Totale | 1 028 440 | 100   | 27    |

### Circoscrizione Salerno-Avellino
| Liste  | Liste                                           | Voti    | %     | Seggi |
| ------ | ----------------------------------------------- | ------- | ----- | ----- |
|        | Democrazia Cristiana                            | 151 898 | 29,05 | 4     |
|        | Unione Democratica Nazionale                    | 98 539  | 18,85 | 3     |
|        | Fronte dell'Uomo Qualunque                      | 52 073  | 9,96  | 1     |
|        | Blocco Nazionale della Libertà                  | 41 059  | 7,85  | 1     |
|        | Partito Democratico del Lavoro                  | 40 633  | 7,77  | 1     |
|        | Partito Socialista Italiano di Unità Proletaria | 40 573  | 7,76  | 1     |
|        | Partito Comunista Italiano                      | 35 134  | 6,72  | 1     |
|        | Concentrazione Democratica Repubblicana         | 15 340  | 2,93  | –     |
|        | Partito Repubblicano Italiano                   | 13 891  | 2,66  | –     |
|        | Gruppo Combattenti e Indipendenti               | 12 165  | 2,33  | –     |
|        | Partito d'Azione                                | 11 043  | 2,11  | –     |
|        | Partito Unione Nazionale                        | 10 454  | 2,00  | –     |
| Totale | Totale                                          | 522 802 | 100   | 12    |

### Circoscrizione Bari-Foggia
| Liste  | Liste                                                     | Voti    | %     | Seggi |
| ------ | --------------------------------------------------------- | ------- | ----- | ----- |
|        | Democrazia Cristiana                                      | 253 427 | 31,79 | 7     |
|        | Partito Comunista Italiano                                | 146 487 | 18,37 | 4     |
|        | Fronte dell'Uomo Qualunque                                | 139 410 | 17,49 | 4     |
|        | Partito Socialista Italiano di Unità Proletaria           | 97 191  | 12,19 | 2     |
|        | Unione Democratica Nazionale                              | 59 969  | 7,52  | 1     |
|        | Alleanza Repubblicana Italiana                            | 29 023  | 3,64  | –     |
|        | Partito Repubblicano Italiano                             | 19 076  | 2,39  | –     |
|        | Unione Combattenti Reduci Partigiani Famiglie Prigionieri | 14 383  | 1,80  | –     |
|        | Movimento Unionista Italiano                              | 13 331  | 1,67  | –     |
|        | Partito del Reduce Italiano                               | 13 274  | 1,66  | –     |
|        | Blocco Nazionale della Libertà                            | 10 476  | 1,31  | –     |
|        | Unione Nazionale Sinistrati di Guerra                     | 1 220   | 0,15  | –     |
| Totale | Totale                                                    | 797 267 | 100   | 18    |

### Circoscrizione Lecce-Brindisi-Taranto
| Liste  | Liste                                           | Voti    | %     | Seggi |
| ------ | ----------------------------------------------- | ------- | ----- | ----- |
|        | Democrazia Cristiana                            | 187 764 | 34,67 | 5     |
|        | Blocco Nazionale della Libertà                  | 116 263 | 21,46 | 3     |
|        | Unione Democratica Nazionale                    | 79 054  | 14,60 | 2     |
|        | Partito Comunista Italiano                      | 50 210  | 9,27  | 1     |
|        | Partito Socialista Italiano di Unità Proletaria | 46 850  | 8,65  | 1     |
|        | Movimento Democratico Monarchico Italiano       | 30 017  | 5,54  | –     |
|        | Partito Repubblicano Italiano                   | 15 539  | 2,87  | –     |
|        | Partito d'Azione                                | 6 645   | 1,23  | –     |
|        | Movimento Unionista Italiano                    | 4 785   | 0,88  | –     |
|        | Partito Cristiano Sociale                       | 4 520   | 0,83  | –     |
| Totale | Totale                                          | 541 647 | 100   | 12    |

### Circoscrizione Potenza-Matera
| Liste  | Liste                                           | Voti    | %     | Seggi |
| ------ | ----------------------------------------------- | ------- | ----- | ----- |
|        | Democrazia Cristiana                            | 80 094  | 31,27 | 2     |
|        | Unione Democratica Nazionale                    | 58 509  | 22,84 | 1     |
|        | Partito Socialista Italiano di Unità Proletaria | 41 626  | 16,25 | 1     |
|        | Partito Comunista Italiano                      | 33 360  | 13,02 | 1     |
|        | Fronte dell'Uomo Qualunque                      | 22 026  | 8,60  | –     |
|        | Partito Repubblicano Italiano                   | 7 644   | 2,98  | –     |
|        | Indipendenti                                    | 5 781   | 2,26  | –     |
|        | Alleanza Repubblicana Italiana                  | 5 340   | 2,08  | –     |
|        | Unione Comunisti Italiani Indipendenti          | 1 776   | 0,69  | –     |
| Totale | Totale                                          | 256 156 | 100   | 5     |

### Circoscrizione Catanzaro-Cosenza-Reggio Calabria
| Liste  | Liste                                           | Voti    | %     | Seggi |
| ------ | ----------------------------------------------- | ------- | ----- | ----- |
|        | Democrazia Cristiana                            | 274 094 | 34,26 | 8     |
|        | Unione Democratica Nazionale                    | 102 341 | 12,79 | 3     |
|        | Partito Comunista Italiano                      | 97 092  | 12,14 | 3     |
|        | Partito Socialista Italiano di Unità Proletaria | 88 441  | 11,06 | 2     |
|        | Blocco Nazionale della Libertà                  | 88 189  | 11,02 | 2     |
|        | Fronte dell'Uomo Qualunque                      | 63 030  | 7,88  | 2     |
|        | Partito Repubblicano Italiano                   | 32 984  | 4,12  | 1     |
|        | Partito d'Azione                                | 19 418  | 2,43  | –     |
|        | Partito Comunista Internazionalista             | 13 939  | 1,74  | –     |
|        | Combattenti Reduci e Partigiani                 | 8 690   | 1,09  | –     |
|        | Movimento Unionista Italiano                    | 7 884   | 0,99  | –     |
|        | Partito Laburista Italiano                      | 3 891   | 0,49  | –     |
| Totale | Totale                                          | 799 993 | 100   | 21    |

### Circoscrizione Catania-Messina-Siracusa-Ragusa-Enna
| Liste  | Liste                                           | Voti    | %     | Seggi |
| ------ | ----------------------------------------------- | ------- | ----- | ----- |
|        | Democrazia Cristiana                            | 360 743 | 36,49 | 10    |
|        | Unione Democratica Nazionale                    | 146 371 | 14,81 | 4     |
|        | Partito Socialista Italiano di Unità Proletaria | 107 297 | 10,85 | 3     |
|        | Movimento Indipendentista Siciliano             | 92 273  | 9,33  | 2     |
|        | Fronte dell'Uomo Qualunque                      | 89 679  | 9,07  | 2     |
|        | Partito Comunista Italiano                      | 63 983  | 6,47  | 1     |
|        | Blocco Nazionale della Libertà                  | 52 071  | 5,27  | 1     |
|        | Partito Repubblicano Italiano                   | 29 813  | 3,02  | –     |
|        | Partito d'Azione                                | 16 378  | 1,66  | –     |
|        | Movimento Nazionale per la Ricostruzione        | 14 092  | 1,43  | –     |
|        | Partito Indipendente Siciliano del Lavoro       | 10 246  | 1,04  | –     |
|        | Indipendenti Siciliani di Sinistra              | 5 706   | 0,58  | –     |
| Totale | Totale                                          | 988 652 | 100   | 23    |

### Circoscrizione Palermo-Trapani-Agrigento-Caltanissetta
| Liste  | Liste                                           | Voti    | %     | Seggi |
| ------ | ----------------------------------------------- | ------- | ----- | ----- |
|        | Democrazia Cristiana                            | 282 209 | 30,47 | 8     |
|        | Partito Socialista Italiano di Unità Proletaria | 126 623 | 13,67 | 3     |
|        | Unione Democratica Nazionale                    | 113 259 | 12,23 | 3     |
|        | Fronte dell'Uomo Qualunque                      | 96 688  | 10,44 | 2     |
|        | Partito Comunista Italiano                      | 86 925  | 9,39  | 2     |
|        | Movimento Indipendentista Siciliano             | 75 988  | 8,21  | 2     |
|        | Partito Repubblicano Italiano                   | 50 812  | 5,49  | 1     |
|        | Blocco Nazionale della Libertà                  | 27 981  | 3,02  | –     |
|        | Movimento Unionista Italiano                    | 18 606  | 2,01  | –     |
|        | Concentrazione Democratica Repubblicana         | 15 308  | 1,65  | –     |
|        | Concentrazione Nazionale Combattenti e Reduci   | 13 132  | 1,42  | –     |
|        | Partito d'Azione                                | 10 105  | 1,09  | –     |
|        | Lega Pacifista Italiana                         | 4 264   | 0,46  | –     |
|        | Movimento Lavoratori Indipendenti               | 4 163   | 0,45  | –     |
| Totale | Totale                                          | 926 063 | 100   | 21    |

### Circoscrizione Cagliari-Sassari-Nuoro-Oristano
| Liste  | Liste                                           | Voti    | %     | Seggi |
| ------ | ----------------------------------------------- | ------- | ----- | ----- |
|        | Democrazia Cristiana                            | 216 958 | 41,14 | 6     |
|        | Partito Sardo d'Azione                          | 78 554  | 14,89 | 2     |
|        | Partito Comunista Italiano                      | 66 100  | 12,53 | 1     |
|        | Fronte dell'Uomo Qualunque                      | 65 142  | 12,35 | 1     |
|        | Partito Socialista Italiano di Unità Proletaria | 46 633  | 8,84  | 1     |
|        | Unione Democratica Nazionale                    | 33 353  | 6,32  | –     |
|        | Lega Sarda                                      | 10 499  | 1,99  | –     |
|        | Movimento Unionista Italiano                    | 10 164  | 1,93  | –     |
| Totale | Totale                                          | 527 403 | 100   | 11    |

### Circoscrizione Valle d'Aosta
| Liste  | Liste                                        | Voti   | %     | Seggi |
| ------ | -------------------------------------------- | ------ | ----- | ----- |
|        | Fronte Democratico Progressista Repubblicano | 21 853 | 51,79 | 1     |
|        | Democrazia Cristiana                         | 20 340 | 48,21 | –     |
| Totale | Totale                                       | 42 193 | 100   | 1     |